# بعد از تو (فیلم ۱۹۹۲)
بعد از تو (به بنگالی: Apan Por) فیلمی محصول سال ۱۹۹۲ و به کارگردانی تاپان ساها است. در این فیلم بازیگرانی همچون پروسنجیت چاترجی و جوهی چاولا ایفای نقش کرده‌اند.